# Thượng Thôn
Thượng Thôn là một xã thuộc huyện Hà Quảng, tỉnh Cao Bằng, Việt Nam.

## Địa lý
Xã Thượng Thôn nằm ở phía đông huyện Hà Quảng, có vị trí địa lý:
- Phía đông giáp xã Hồng Sỹ
- Phía tây giáp thị trấn Xuân Hòa
- Phía nam giáp xã Ngọc Đào
- Phía bắc giáp xã Lũng Nặm và xã Nội Thôn.

Xã Thượng Thôn có diện tích 49,71 km², dân số năm 2019 là 4.051 người, mật độ dân số đạt 81 người/km².
Trên địa bàn xã Thượng Thôn có các núi Lũng Kim, Lũng Táy, Phia Théc, Tểnh Keng; có tỉnh lộ 210 chạy qua. Trên địa bàn xã còn có trường Phổ thông trung học Vùng cao.

## Hành chính
Xã Thượng Thôn được chia thành 16 xóm: Cả Giang, Lũng Hóng, Lũng Tu, Lũng Gà, Lũng Giàng, Lũng Hoài, Lũng Vẻn, Lũng Sang, Lũng Nái, Lũng Mủm, Nặm Giạt, Pác Keng, Sỹ Điêng, Táy Trên, Thượng Sơn, Tổng Cáng.

## Lịch sử
Địa bàn xã Thượng Thôn hiện nay trước đây vốn là hai xã Thượng Thôn và Vần Dính thuộc huyện Hà Quảng.
Ngày 27 tháng 10 năm 2006, Chính phủ ban hành Nghị định 125/2006/NĐ-CP về việc thành lập xã Vần Dính trên cơ sở:
- Điều chỉnh 853 ha diện tích tự nhiên và 960 người của xã Thượng Thôn
- Điều chỉnh 1.203 ha diện tích tự nhiên và 1.056 người còn lại của xã Xuân Hoà sau khi thành lập thị trấn Xuân Hòa.

Sau khi điều chỉnh, xã Vần Dính có 2.056 ha diện tích tự nhiên và 2.016 nhân khẩu và xã Thượng Thôn còn lại 3.004 ha diện tích tự nhiên và 2.148 nhân khẩu.
Ngày 9 tháng 9 năm 2019, Hội đồng Nhân dân tỉnh Cao Bằng ban hành Nghị quyết số 27/NQ-HĐND về việc sáp nhập một số xóm thuộc hai xã Vần Dính và Thượng Thôn.
Trước khi sáp nhập, xã Thượng Thôn có diện tích 30,66 km², dân số là 2.405 người, mật độ dân số đạt 78 người/km², có 7 xóm: Cả Giang, Lũng Hóng, Lũng Mủm, Nặm Giạt, Táy Trên, Thượng Sơn, Tổng Cáng. Xã Vần Dính có diện tích 19,05 km², dân số là 1.646 người, mật độ dân số đạt 86 người/km², có 9 xóm: Lũng Tu, Lũng Gà, Lũng Giàng, Lũng Hoài, Lũng Vẻn, Pác Keng, Lũng Sang, Sỹ Điêng, Lũng Nái.
Ngày 10 tháng 1 năm 2020, Ủy ban Thường vụ Quốc hội ban hành Nghị quyết số 864/NQ-UBTVQH14 về việc sắp xếp các đơn vị hành chính cấp huyện, cấp xã thuộc tỉnh Cao Bằng (nghị quyết có hiệu lực từ ngày 1 tháng 2 năm 2020). Theo đó, sáp nhập toàn bộ diện tích và dân số của xã Vần Dính vào xã Thượng Thôn.